# Silphien
Die Silphien (Silphium) sind eine Pflanzengattung, die zur Unterfamilie der Asteroideae in der Familie der Korbblütler (Asteraceae) gehört. Die Heimat ist Nordamerika.

## Beschreibung

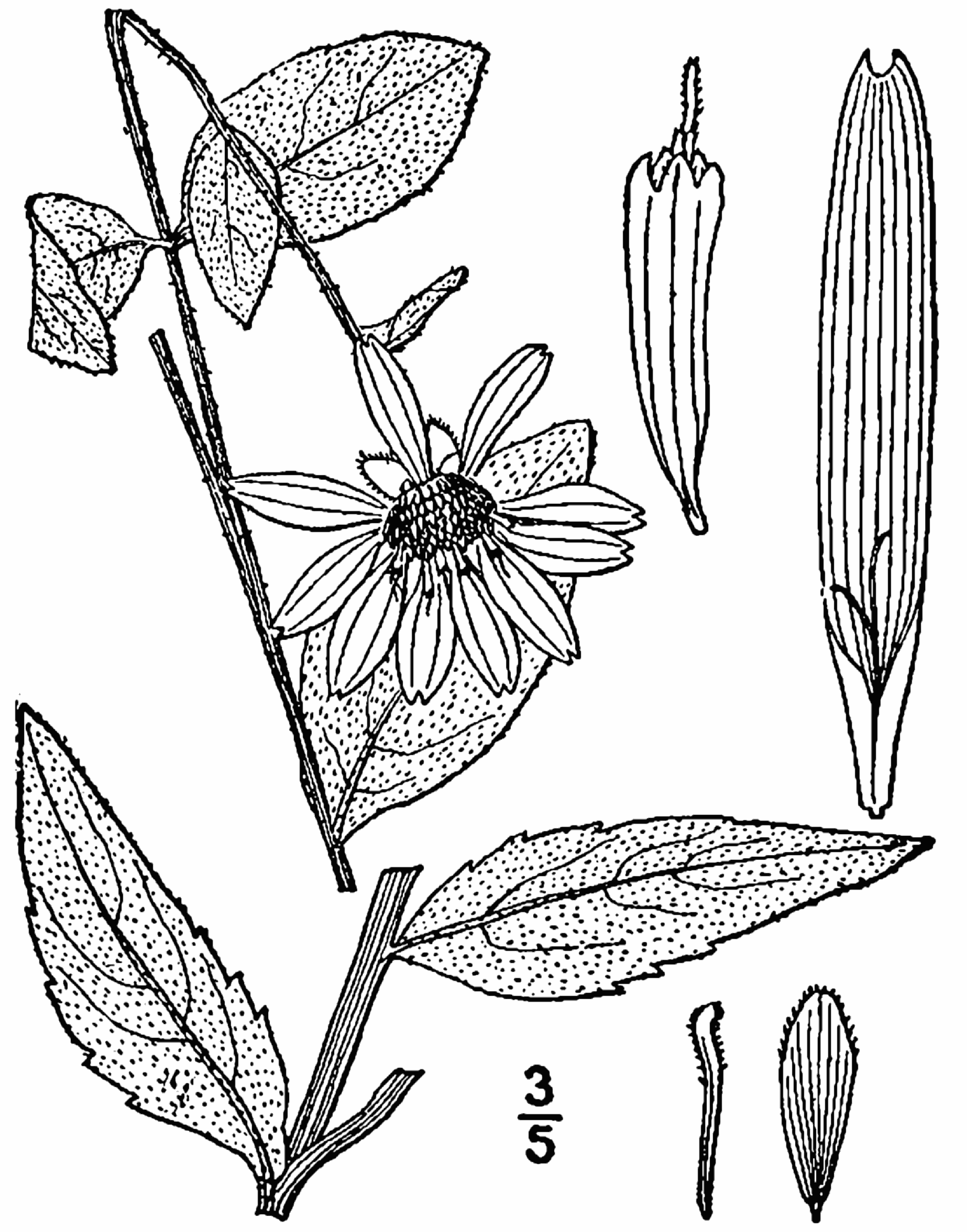
Illustration von Silphium asteriscus

Silphium-Arten sind ausdauernde krautige Pflanzen, die Wuchshöhen von 20 bis über 250 cm erreichen. Sie bilden Rhizome und Faserwurzeln oder Pfahlwurzeln. Die meist aufrechten und meist verzweigten Stängel sind bleistiftförmig oder vierkantig. Die wirtelig, wechselständig, fast oder vollkommen gegenständig, grundständig oder am Stängel verteilt angeordneten (manchmal alle diese Möglichkeiten an einer Pflanze) Laubblätter bleiben lange erhalten oder verwelken vor der Blütezeit. Sie sind gestielt oder ungestielt. Die Blattspreiten sind je nach Art einfach oder ein- bis zweifach fiederteilig. Es sind ein bis drei Blattadern vorhanden. Die Blattränder sind glatt oder gezähnt. Die Blattoberflächen sind glatt bis behaart.
Einzeln oder in verzweigten Gesamtblütenständen werden körbchenförmige Blütenstände gebildet. Die glockenförmigen bis halbkugeligen Blütenkörbchen weisen einen Durchmesser von 10 bis 30 mm auf. Die meist 11 bis 45 Hüllblätter stehen in zwei bis mehr als vier Reihen; die äußeren sind breiter, die inneren kleiner und schmäler. Der Blütenstandsboden ist flach bis schwach konvex. Es sind Spreublätter vorhanden. Jedes Blütenkörbchen enthält acht bis mehr als 35 Zungenblüten in ein bis vier Reihen und 20 bis mehr als 200 Röhrenblüten. Die weiblichen und fertilen Zungenblüten (= Strahlenblüten) sind gelb oder weiß. Die funktional männlichen Röhrenblüten (= Scheibenblüten) sind auch gelb oder weiß mit einer viel kürzeren als breiten Kronröhre, die in fünf Kelchzähnen endet.
Die braunen bis schwarzen, mehr oder weniger kantigen Achänen besitzen nur einen Pappus aus nur zwei Borsten, die mehr oder weniger in die Achänenkanten übergehen, oder er fehlt ganz.

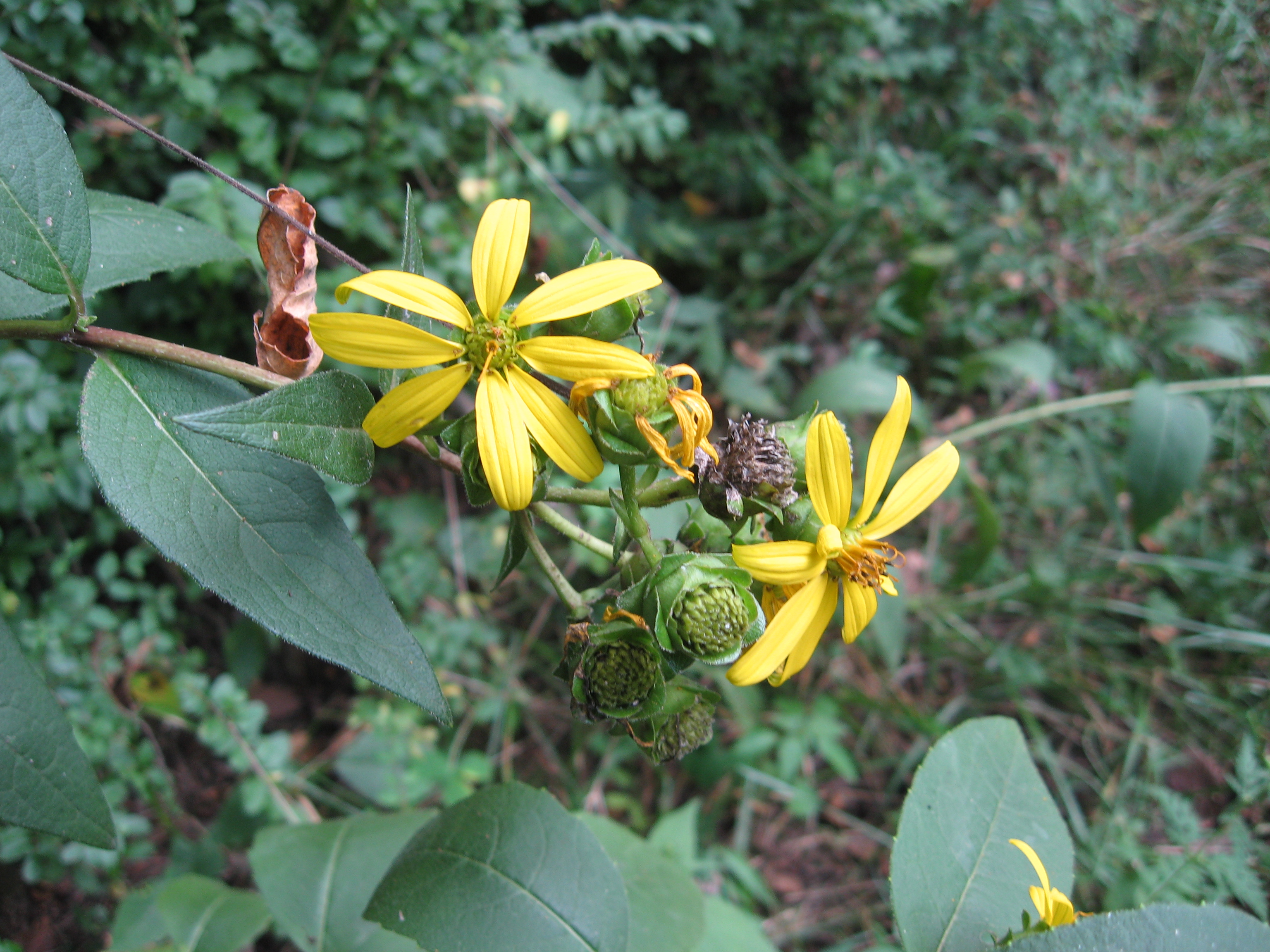
Silphium asteriscus

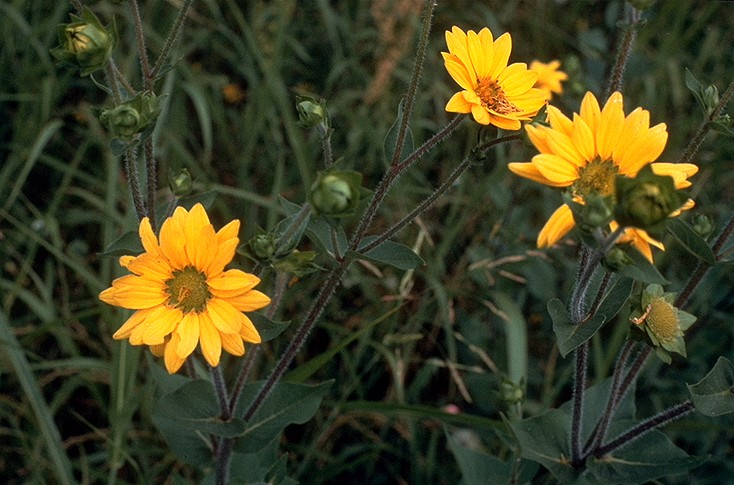
Silphium radula

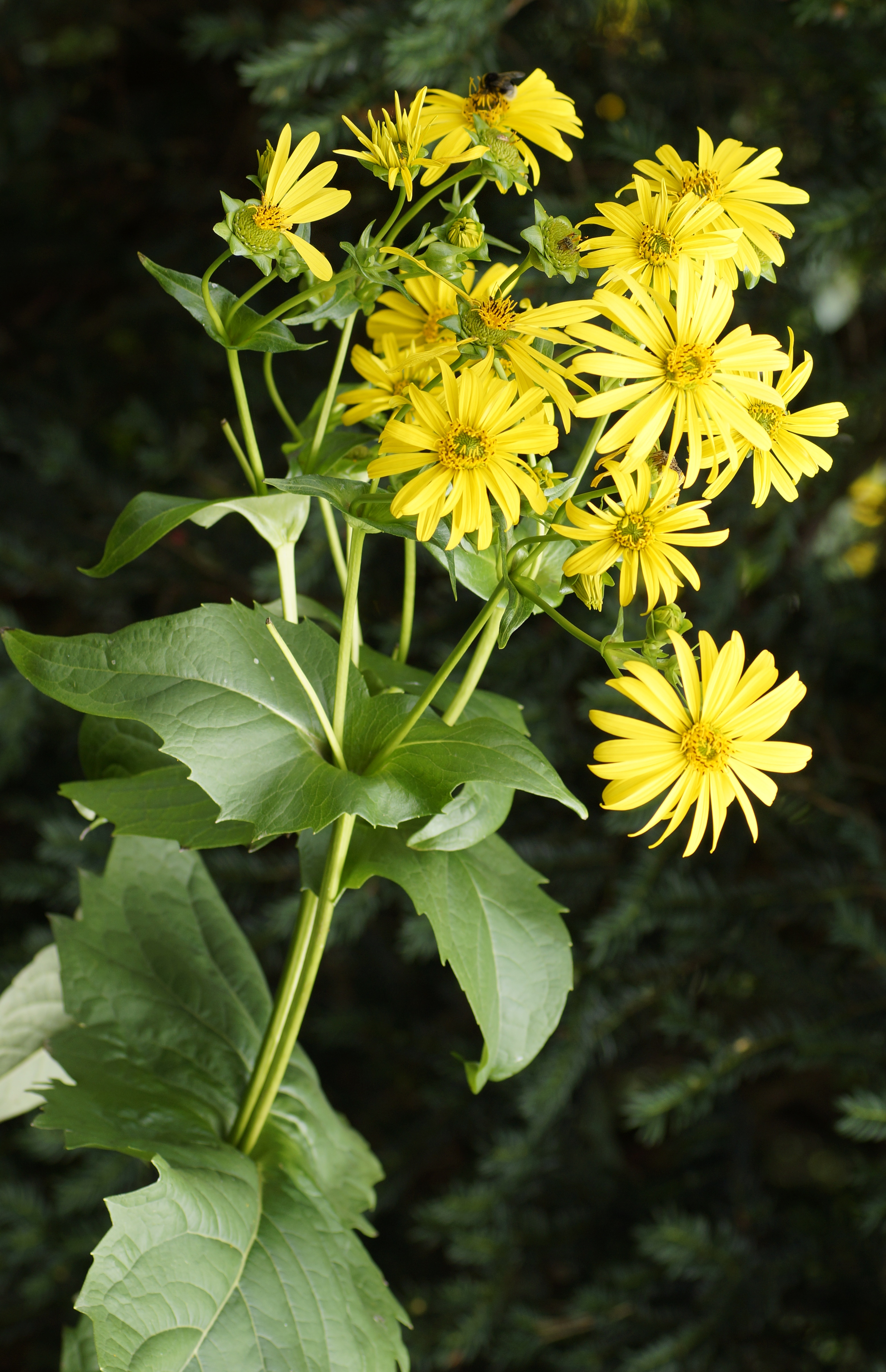
Durchwachsene Silphie (Silphium perfoliatum)

## Systematik und Verbreitung
Die Gattung Silphium wurde 1753 von Carl von Linné in Species Plantarum auf Seite 919 veröffentlicht. Dort sind schon fünf Arten aufgeführt, von denen Silphium solidaginoides L. heute den gültigen Namen Heliopsis helianthoides (L.) Sweet trägt. Den Gattungsnamen wählte Linné unter Bezug auf den lateinischen Pflanzennamen silphium, der auf den griechischen Namen silphion σίλφιον zurückgeht, der in der griechischen Antike eine nordafrikanische Heilpflanze bezeichnete, es war wahrscheinlich eine Ferula-Art.
Die Gattung Silphium gehört heute zum Subtribus Engelmanniinae im Tribus Heliantheae in der Unterfamilie der Asteroideae innerhalb der Familie der Korbblütler (Asteraceae).
Zur Gattung Silphium rechnet man heute etwa 13, früher bis zu 22 Arten, sie werden teilweise besser als Varietäten angesehen. Sie sind alle in den gemäßigten Gebieten in Nordamerika beheimatet. Einzelne Arten erreichten Europa bereits Ende des 17. Jahrhunderts und einige mehr während des 18. Jahrhunderts. Die Becherpflanze (Silphium perfoliatum L.) wurde als Zierpflanze verwendet und ist in manchen Gegenden verwildert.
Die heute gültigen Arten sind:
- Silphium albiflorum A.Gray: Sie kommt nur in Texas vor.[2]
- Silphium asteriscus L.: Sie kommt in fünf Varietäten in den östlichen Vereinigten Staaten vor.[1]
- Silphium brachiatum Gatt.: Sie kommt in  Alabama, Georgia und Tennessee vor.[1]
- Silphium compositum Michx.: Sie kommt in West Virginia, in Alabama, Florida, Georgia, North Carolina, South Carolina, Tennessee und Virginia vor.[2]
- Silphium glutinosum J.R.Allison: Sie kommt nur in Alabama vor.[1]
- Silphium integrifolium Michx.: Sie kommt in Ontario und in den Vereinigten Staaten vor.[2]
- Kompasspflanze (Silphium laciniatum L.): Die Heimat sind die Vereinigten Staaten und Kanada.
- Silphium mohrii Small: Sie kommt in Alabama, Georgia und Tennessee vor.[1]
- Becherpflanze oder Durchwachsene Silphie (Silphium perfoliatum L.): Die Heimat sind die Vereinigten Staaten und Kanada.[2] In Europa ist die Art ein Neophyt.[2]
- Silphium radula Nutt.: Sie kommt in zwei Varietäten in Kansas, Missouri, Oklahoma, Texas, Arkansas und Louisiana vor.[2]
- Silphium terebinthinaceum Jacq.: Die Heimat sind die Vereinigten Staaten.[2]
- Quirlblättrige Silphie (Silphium trifoliatum L.): Die Heimat sind die Vereinigten Staaten.[2]
- Silphium wasiotense M.Medley: Sie kommt in Kentucky und Tennessee vor.[1]

Nicht mehr zur Gattung gehören:
- Silphium peristenium Raf. ⇒ Engelmannia peristenia (Raf.) Goodman & C.A.Lawson
- Silphium trilobatum L. ⇒ Sphagneticola trilobata (L.) Pruski